# Trochus
Trochus (w języku polskim również skręp) – rodzaj morskich ślimaków z rodziny krępaczkowatych (Trochidae). Mają muszle w kształcie prawie regularnego stożka, posiadające wewnątrz grubą warstwę dekoracyjnej masy perłowej. Wysokość muszli 5–15 (20) cm. Wieczko konchiolinowe, koliste, cienkie. Epipodium dobrze rozwinięte, z czułkowatymi wyrostkami, służącymi jako organ dotyku. Mogą one być wciągane do rodzaju pochwy.
Trochusy zamieszkują zdecydowaną większość mórz pełnosłonych od tropików po strefę umiarkowaną. Centrum ich występowania stanowi Indo-Pacyfik, gdzie są najliczniejsze i najozdobniejsze. Bytują na różnych typach dna wód przybrzeżnych – od piaszczystego przez kamieniste po skały i rafy koralowe.
Większe gatunki trochusów są czasem jadane przez krajowców. Szczególne znaczenie gospodarcze mają muszle niektórych ślimaków z tego rodzaju, poławianych na dużą skalę dla zdobycia masy perłowej, służącej głównie do produkcji guzików. Okazalszych muszli miejscowa ludność używa do wyrobu bransolet. Do rodziny krępaczkowatych należą również inne, podobne rodzaje ślimaków.

## Podział systematyczny
Do rodzaju należą następujące współcześnie występujące gatunki:

- Trochus calcaratus Souverbie, 1875
- Trochus californicus (A. Adams, 1853)
- Trochus camelophorus W.H. Webster, 1906
- Trochus cariniferus Reeve, 1842
- Trochus chloromphalus (A. Adams, 1853)
- Trochus concinnus R.A. Philippi, 1846
- Trochus cumingii A. Adams, 1853
- Trochus elegantulus W. Wood, 1828
- Trochus erithreus Brocchi, 1821
- Trochus fastigiatus A. Adams, 1853
- Trochus ferreirai Bozzetti, 1996
- Trochus firmus R.A. Philippi, 1850
- Trochus flammulatus Lamarck, 1822
- Trochus fultoni Melvill, 1898
- Trochus histrio Reeve, 1861
- Trochus intextus Kiener, 1850
- Trochus kochii R.A. Philippi, 1844
- Trochus kotschyi R.A. Philippi, 1849
- Trochus laciniatus Reeve, 1861
- Trochus maculatus Linnaeus, 1758
- Trochus moniliferus Lamarck, 1816
- Trochus nigropunctatus Reeve, 1861
- Trochus ochroleucus Gmelin, 1791
- Trochus radiatus Gmelin, 1791
- Trochus rota Dunker, 1860
- Trochus sacellum R.A. Philippi, 1855
- Trochus squarrosus Lamarck, 1822
- Trochus stellatus Gmelin, 1791
- Trochus subincarnatus P. Fischer, 1879
- Trochus submorum (Abrard, 1942)
- Trochus tentorium Gmelin, 1791
- Trochus tubiferus Kiener, 1850
- Trochus venetus Reeve, 1862
- Trochus zhangi Z.-Z. Dong, 2002

oraz gatunki wymarłe, znane tylko ze szczątków kopalnych:
- Trochus antipodum Wilckens, 1922 †
- Trochus bomasensis K. Martin, 1916 †
- Trochus hardi K. Martin, 1879 †
- Trochus josephi Tenison Woods, 1877 †
- Trochus neglectus K. Martin, 1905 †
- Trochus ngampelensis van Regteren Altena, 1938 †
- Trochus petrolei Beets, 1942 †
- Trochus sondeianus K. Martin, 1905 †
- Trochus woodwardi K. Martin, 1883 †